# Gerda van der Kade-Koudijs
Gerda van der Kade-Koudijs (29. října 1923 – 19. března 2015) byla nizozemská atletka, mistryně Evropy ve skoku dalekém z roku 1946.

## Sportovní kariéra
Na mistrovství Evropy v atletice v roce 1946 zvítězila ve skoku do dálky a byla členkou vítězné nizozemské štafety na 4 × 100 metrů. Na olympiádě v Londýně o dva roky později byla opět členkou štafety Nizozemska na 4 × 100 metrů, která v této disciplíně zvítězila. Mezi dálkařkami obsadila čtvrté místo, v běhu na 80 metrů překážek skončila v semifinále.

## Osobní rekordy
- běh na 100 metrů 11,9 (1944)
- běh na 80 metrů překážek – 11,4 (1946)
- skok do dálky – 576 cm (1947)